# Et vive la liberté !
Pour les articles homonymes, voir Vive la liberté.
Pour plus de détails, voir Fiche technique et Distribution.
Et vive la liberté ! est un film français de Serge Korber, sorti en 1978.

## Synopsis
Du fait de leurs faits d'armes en Afrique, trois héros de la Légion étrangère, Phil, Jeannot et Gérard, sont envoyés en mission spéciale en Algérie. Faits prisonniers par les fellaghas, ils parviennent à s'évader et sont félicités.
Trois ans plus tard après leurs démobilisations, ils sont embauchés par le maire d'une petite ville d'Auvergne pour défendre un terrain que la Légion prétend occuper. Les trois se retournent contre leurs anciennes autorités.

## Fiche technique
- Réalisation : Serge Korber
- Scénario et dialogues : Jacques Lanzmann, Albert Kantof, Serge Korber
- Idée originale de : Gérard Oury
- Décors : Robert Luchaire
- Costumes : Hélène Nourry-Sebault
- Photographie : Jean-Jacques Tarbes
- Son : Alain Sempé
- Montage : Marie-Claire Korber
- Musique : Les Charlots (éditions Cocorico et Choucroute Internationale)
- Production : Jacques Dorfmann
- Société de production : Belstar
- Distribution de film : Gaumont
- Pays :  France
- Genre : Comédie
- Durée : 87 minutes
- Date de sortie :
  - France - 1er février 1978

Video : Sortie en VHS mais toujours inédit en DVD
- Affiche : Clément Hurel (France)

## Distribution
- Les Charlots :
  - Gérard Rinaldi : Gérard
  - Gérard Filipelli : Phil
  - Jean Sarrus : Jeannot
- Claude Piéplu : Emile Lardenois, le commandant
- Georges Geret : le sergent
- Pierre Maguelon : le lieutenant
- Philippe Brizard : Léon, le prisonnier des Fellaghas
- Bernard Dumaine
- Henri Attal
- André Bézu
- Dani : Juliette
- Luc Florian
- Paulette Frantz
- Gabriel Jabbour
- Marc de Jonge : Claude
- Evelyne Ker : Madame Lili
- Fernand Legros
- Pierre Londiche : le général
- David Gabison : le préfet
- Paul Mercey : le patron de La Closerie des Lilas
- Léon Zitrone: lui même

## Autour du film
- À l'origine, l'idée vient du réalisateur Gérard Oury qui avait rencontré les Charlots en 1976 chez lui et qui avait écrit un scénario à la demande du producteur Jacques Dorfmann mais finalement c'est le scénario écrit par Jacques Lanzmann, Albert Kantof, Serge Korber qui sera tourné.
- C'est le premier film des Charlots sans Jean-Guy Fechner. Ce dernier a quitté le groupe quelque temps après la sortie du film Bons baisers de Hong Kong.
- Le film a fait plus de 1 277 646 entrées en 1978.
- Le film a été tourné dans le désert marocain et en Auvergne.